# Kommutativitet

En operation är kommutativ om och endast om för varje och. Bilden illustrerar detta med en räknemaskin som är kommutativ, där man ser att oavsett vilken som stoppas in först blir resultatet likadant.

Inom matematiken, speciellt inom abstrakt algebra, är kommutativitet en egenskap hos en binär operator.
Operatorn {\displaystyle \star } på en mängd {\displaystyle S} är kommutativ om och endast om det för alla element {\displaystyle x} och {\displaystyle y} i {\displaystyle S} gäller att
{\displaystyle x\star y=y\star x}.
Operatorn är alltså kommutativ om operandernas ({\displaystyle x} och {\displaystyle y} ovan) ordning saknar betydelse. De mest kända exemplen på kommutativa operatorer är addition och multiplikation av naturliga tal, till exempel
4 + 5 = 5 + 4 (båda uttrycken ger 9)
2 · 3 = 3 · 2 (båda uttrycken ger 6)
Exempel på icke kommutativa operationer är
subtraktion: 5 - 4 = 1 men 4 - 5 = -1
exponentiering: 25 = 32 men 52 = 25
Subtraktion är dock antikommutativ, se nedan.
Ytterligare exempel på kommutativa binära operatorer är addition och multiplikation av reella tal och komplexa tal, addition av vektorer, samt snitt och unioner av mängder.
Som en direkt följd av att multiplikation av reella tal är kommutativt, gäller det samma även för uttryck på formen x % av y.
Viktiga operatorer som generellt är icke-kommutativa är multiplikation av matriser, sammansättning av funktioner och kvaternionmultiplikation.

## Kommutativitet och algebraiska strukturer
En abelsk grupp definieras som en grupp (en mängd där (endast) en operation, till exempel addition eller multiplikation, behöver vara definierad) vars operator är kommutativ. Abelsk grupp och kommutativ grupp är alltså synonymer.
En ring (en mängd där likt de reella talen två sammanhängande operationer, motsvarande addition och multiplikation) kallas kommutativ om dess multiplikation är kommutativ, eftersom addition alltid är kommutativ, genom hur ringen är definierad. Slutligen definieras en kropp (engelska field), som en kommutativ ring, där varje element skilt från det additiva identitetselementet har multiplikativ invers.

## Antikommutativitet
En antikommutativ binär operator {\displaystyle \star } på en ring uppfyller
{\displaystyle x\star y=-y\star x} för alla {\displaystyle x} och {\displaystyle y}. Förutom subtraktion är även kryssprodukt, {\displaystyle \times } en sådan operator.
Antikommutativa operatorer används också inom kvantmekaniken för att beskriva elektroner och andra så kallade fermioniska partiklar som lyder under Paulis uteslutningsprincip.

## Kommutator
En kommutator i en grupp är ett element som kan skrivas på formen
{\displaystyle a\star b\star a^{-1}\star b^{-1}}
för några element {\displaystyle a} och {\displaystyle b} i gruppen.
Enhetselementet {\displaystyle e} kan alltid skrivas som
{\displaystyle e=e\star e\star e^{-1}\star e^{-1}}
och därför är alltid {\displaystyle e} en kommutator i varje grupp, abelsk såväl som icke-abelsk. Man kan därför säga att intressanta egenskaper hos grupper uppstår först när man har andra kommutatorer än enhetselementet {\displaystyle e}.
Observera att om operatorn {\displaystyle \star } är kommutativ, så reduceras varje kommutator till enhetselementet {\displaystyle e}. Det beror på att man kan då skriva 
{\displaystyle a\star b\star a^{-1}\star b^{-1}=a\star a^{-1}\star b\star b^{-1}=e\star e=e}.
eftersom det bara är att byta ordningen på operanderna i en kommutativ grupp. Därför kan man säga att det är ointressant studera kommutatorer i kommutativa grupper, man vet ju redan precis hur de ser ut: de är alla enheten {\displaystyle e}.
Kommutator-undergruppen {\displaystyle K} till en grupp {\displaystyle G} är mängden av alla kommutatorer till gruppen. Den bildar en normal undergrupp till ursprungsgruppen {\displaystyle G} och då blir kvotgruppen {\displaystyle G/K} också kommutativ.
Löst uttryckt kan man därför säga att kvotgruppen {\displaystyle G/K} (men även kommutatorundergruppen {\displaystyle K}) ger värdefull information om ursprungsgruppen {\displaystyle G}, till exempel vilken struktur den har, trots att kvotgruppen oftast bara utgör en liten del av ursprungsgruppen. Det beror på att man reducerat problemet att finna egenskaper hos en icke-kommutativ grupp till en som är kommutativ. På köpet brukar kvotgruppen bli betydligt mindre och inte så oöverskådlig som ursprungsgruppen möjligen var, vilket kan vara fördelaktigt. Matematiken förstår generellt sett kommutativa grupper bättre än icke-kommutativa, se struktursatsen för abelska grupper, och mindre grupper bättre än större.
Kommutatorn i en ring definieras för två element {\displaystyle A} och {\displaystyle B} via så kallade Poisson-hakar genom relationen:
{\displaystyle [A,B]=A\star B-B\star A}
och är därmed en antikommutativ binär operator. Man ser att om vi kan kasta om ordningen hos operatorn {\displaystyle \star } kommer kommutatorn bli noll. Den används i fysik till exempel för att studera kvantmekaniska invarianter. Den är närbesläktat med abstrakt algebraiska begrepp som centre och centralizer.
På liknande sätt definieras antikommutatorn {\displaystyle \{A,B\}=A}{\displaystyle \star }{\displaystyle B+B}{\displaystyle \star }{\displaystyle A}